# Mike MacDowel
Michael George Hartwell (Mike) MacDowel (Great Yarmouth, Norfolk, 13 september 1932 – 18 januari 2016) was een Formule 1-coureur uit Engeland. 
MacDowel nam deel aan de Grand Prix van Frankrijk in 1957 voor het team van Cooper, maar scoorde geen punten. Hij deelde zijn wagen met de latere wereldkampioen Jack Brabham.
MacDowel overleed in 2016 op 83-jarige leeftijd aan kanker.